# Cephalaeschna
Cephalaeschna – rodzaj ważek z rodziny żagnicowatych (Aeshnidae).

## Podział systematyczny
Do rodzaju należą następujące gatunki:

- Cephalaeschna acanthifrons Joshi & Kunte, 2017
- Cephalaeschna acutifrons (Martin, 1909)
- Cephalaeschna aipishishi Karube & Kompier, 2017
- Cephalaeschna algorei Karube & Kompier, 2017
- Cephalaeschna aritai Karube, 2003
- Cephalaeschna asahinai Karube, 2011
- Cephalaeschna biguttata Fraser, 1935
- Cephalaeschna chaoi Asahina, 1982
- Cephalaeschna cornifrons Zhang & Cai, 2013
- Cephalaeschna dinghuensis Wilson, 1999
- Cephalaeschna discolor Zhang, Cai & Liao, 2013
- Cephalaeschna klapperichi Schmidt, 1961
- Cephalaeschna klotsae Asahina, 1982
- Cephalaeschna masoni (Martin, 1909)
- Cephalaeschna mattii Zhang, Cai & Liao, 2013
- Cephalaeschna needhami Asahina, 1981
- Cephalaeschna obversa Needham, 1930
- Cephalaeschna orbifrons Selys, 1883
- Cephalaeschna ordopapiliones Zhang & Cai, 2013
- Cephalaeschna patrai Dawn, 2021
- Cephalaeschna patrorum Needham, 1930
- Cephalaeschna risi Asahina, 1981
- Cephalaeschna shaowuensis Xu, 2006
- Cephalaeschna solitaria Zhang, Cai & Liao, 2013
- Cephalaeschna triadica Lieftinck, 1977
- Cephalaeschna viridifrons (Fraser, 1922)
- Cephalaeschna xixiangensis Zhang, 2013
- Cephalaeschna yanagisawai Sasamoto & Vu, 2018
- Cephalaeschna yashiroi Sasamoto & Vu, 2021
- Cephalaeschna zhuae Yang, 2019